# Christopher Rådlund
Christopher Rådlund, född 21 april 1970 i Göteborg, död 23 september 2022 i Oslo, var en svensk målare, tecknare och grafiker verksam i Oslo.

## Biografi
Rådlund var utbildad vid Högskolan för design och konsthantverk vid Göteborgs universitet, Statens håndverks- og kunstindustriskole i Oslo (SHKS), Konsthögskolan i Umeå och Statens Kunstakademi i Oslo. Han bodde och verkade sedan 1991 i Oslo. Rådlund flyttade från Sverige på grund av Norges starka tradition för figurativt måleri, med Odd Nerdrum och ett flertal andra exponenter.

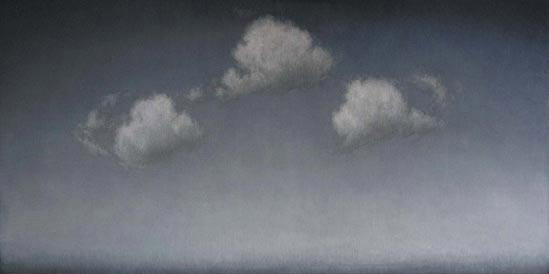
Tre moln, olja på duk, 100x200 cm.

Under 1990-talet anknöt sig Rådlund starkt till traditionellt norskt landskapsmåleri, med exempel som Johan Christian Dahl och Peder Balke, och betraktas därför gärna som "nyromantiker", ett epitet han enligt egen utsago inte hade något problem med. Med detta följde också att han tog avstånd från modernismen som teorikomplex och försökte i stället utveckla ett konstnärskap från traditionsrelaterade parametrar.
Måleriet kännetecknas av skandinaviska landskapsmotiv, utan bestämda igenkännbara geografiska anknytningar, eller som han själv uttryckte det: "Jag målar landskap från den nordatlantiska klimatzonen" och "namnlösa landskap". Hav, himmel, moln, fjällmassiv, träd och skogsdungar utgör den typiska motivsfären, ofta mot en monokromt blånande bakgrund.
Rådlund var en av de drivande konstnärerna i det traditionsmedvetna nyfigurativa konstprojekt som är nära sammanknutet med begreppet retrogardism. Han gav ut tidskriften Kilden, och var gästredaktör för Aorta: journal för retrogardistisk kultur, där han medverkade både som illustratör och skribent. Han gjorde också bokomslag, exempelvis till Emil Kléens Venus anadyomene (2008). Rådlund arrangerade parallellt med detta konserter och utställningar av traditionsrelaterade konstuttryck i Oslo och i övriga Skandinavien. Han var bland annat en av dem som initierade genreövergripande Frie Kunster på St. Olavs gate i Oslo, Skandinaviens enda traditionsbaserade kulturforum. I det genreöverskridande stod samarbetet med kompositören Marcus Paus i särställning.
Under sommaren 2009 var Christopher Rådlund och Axess magasins Johan Lundberg kuratorer för konstutställningen Figurationer på Edsviks konsthall i Sollentuna kommun. Utställningen gav tillsammans med boken Figurationer (Atlantis förlag) upphov till en av 00-talets mest affekterade svenska konstdebatter, där bland annat det nuvarande konstklimatet diskuterades, men också förhållandet mellan estetik och ideologi.
Rådlund är representerad på bland annat Kungliga biblioteket i Stockholm, Göteborgs konstmuseum, Stortinget i Oslo och Filmstaden i Solna.